# Wartegg-Zeichentest

Eines der acht Ausgangsbilder; dieses soll zur Beurteilung der Aggressivität des Probanden dienen

Der Wartegg-Zeichen-Test (WZT) ist ein athematisches Zeichenverfahren. Er wurde 1939 von dem Leipziger Psychologen Ehrig Wartegg (1897–1983) in seiner Dissertation beschrieben. Es handelt sich dabei um ein projektives, halbstrukturiertes Verfahren. Der Wartegg-Test fand in der aufdeckenden Psychotherapie sowie in Lebensberatung und Personalentwicklung Anwendung.

## Methodik
Der Test besteht aus 8 Zeichenfeldern mit genau definierten Vorgaben, beispielsweise einem Punkt oder einem Halbkreis. Roivainen zeigt auf, dass drei der acht WZT-Felder (3, 5 und 6) vom chinesischen I Ging-Orakel abgeleitet wurden. Die Aufgabe für die Probanden besteht darin, in jedes Zeichenfeld ein Bild zu zeichnen. Dabei können die Vorgaben weitergeführt werden. Die Wahl der Motive bleibt dem Zeichner überlassen. Die einzelnen Bilder sollen auch mit Namen versehen werden.

## Kritik
Tamminen & Lindeman konnten empirisch nachweisen, dass das WZT-Auswertungssystem von Gardziella nicht valide ist, sondern „dem Gesetz der Ähnlichkeit folgt“ d. h. der Annahme, dass Zeichnungsinhalt und die Persönlichkeit eines Individuums Ähnlichkeiten aufweisen könnten. In Bezug auf den Wartegg-Zeichentest ist die Retest-Reliabilität (1–3 Wochen) zwischen r=.40 und r=.60 einzugrenzen.:1085 Der Zusammenhang zwischen den Ergebnissen und den Zeichennoten liegt zwischen r=.42 und r=.75.:1085 1979 stellte Brönnimann fest: „Dem Praktiker muss geraten werden, vom WZT keine verlässliche Auskunft über Persönlichkeitsmerkmale zu erwarten.“:143 Warteggs „Schichttheorie“ ist kein Bestandteil der empirischen Persönlichkeitsforschung (Herrmann, 1976 in Brönnimann, 1979, S. 34f). „Der repräsentativste Vertreter“ der Schichttheorie „ist Erich Rothacker“.:876 Rothacker war Abteilungsleiter im Propagandaministerium des 3. Reiches und zeichnete für die Bücherverbrennungen des Jahres 1933 mitverantwortlich. Wie Rothacker in „Die Schichten der Persönlichkeit“ (1941, S. VI) feststellt: „Der Schichtgedanke marschiert“. Tatsächlich ist „das Konzept der Schichtung eine Art Leitfossil der Persönlichkeitspsychologie im Nationalsozialismus“. Typisch für die Psychologie im Nationalsozialismus war, dass mittels empirischer, experimenteller Forschung nichts über „die tieferen Schichten des menschlichen Lebens“ ausgesagt werden könne (Lersch, 1943 in Scheerer, 1985, S. 60). Das von Lersch „umrissene Aufbauschema des Charakters“ wurde von Wartegg als Grundlage für seine „Schichtdiagnostik“ herangezogen. Die „deutsche Charakterkunde“ war auch in der „Zeitschrift für Rassenkunde“ (Kirchhoff, 1939, S. 131–149) z. B. zum „Nachweis von Verhaltenstypen an einem rassenpsychologischen Material aus Altenburg in Thüringen“ sehr beliebt (so der Rassenpsychologe Eickstedt).
Das Verfahren erfüllt nicht die Gütekriterien eines wissenschaftlich fundierten Tests. Die schweizerische Diagnostikkommission SVB stellte bezüglich des WZT als Arbeitsmittel für die Berufsberatung 2004 fest: „Allerdings erfüllt der Test die geforderten Kriterien für einen psychologischen Test nicht. Deshalb sollte dieses Instrument nicht als Diagnosetest eingesetzt werden. […] Auswertungs- und Interpretationsobjektivität sind nicht gegeben. Hinsichtlich der Durchführungsobjektivität kann vermutet werden, dass die Stärke des Bleistiftes das Testergebnis beeinflusst […]“ Die Interpretation erlaubt einen großen Spielraum; die Variablen sind weder empirisch abgesichert noch operationalisiert (messbar gemacht). Wie auch bei anderen projektiven Tests sind Reliabilität und Validität unzureichend. Dies wurde 1999 auch in einem Urteil des deutschen Bundesgerichtshofs festgestellt.